# Ronnie Wilbur
Ronnie Wilbur (geb. vor 1979) ist eine US-amerikanische Sprachwissenschaftlerin und Professorin für Linguistik an der Purdue University in West Lafayette. Sie gehört zu den weltweit bekanntesten Forscherinnen im Bereich Gebärdensprache, besonders in den Bereichen der Phonologie und der Syntax.

## Werke (Auswahl)
- Wilbur, R. B. (1979). American Sign Language and sign systems. Univ. Park Press.
- Wilbur, R. B. (1987). American Sign Language: Linguistic and applied dimensions (2nd ed.). New York, NY, US: Little, Brown and Co.
- Wilbur, R. B. (2011). Nonmanuals, semantic operators, domain marking, and the solution to two outstanding puzzles in ASL. Sign Language & Linguistics 14: 148–178.
- Wilbur, R. B. (2011). Modality and the structure of language: Sign languages versus signed systems. In M. Marschark & P. Spencer (eds.), The handbook of deaf studies, language, and education, 332–346. Oxford: Oxford University Press.